# Miss Latinoamérica 2017
La 6° edición del concurso Miss Latinoamérica se realizará el 7 de octubre de 2017 en el Fantastic Casino de la Ciudad de Panamá, Panamá, en donde 17 chicas representantes de diferentes países y territorios autónomos latinoamericanos concursaron en el certamen. Al final de evento Vitoria Arcia, Miss Latinoamérica 2016 de Curacao coronó a su sucesora Lisandra Chirinos de Venezuela como la nueva Miss Latinoamérica 2017.

## Posiciones
| Resultado                   | Delegada                                |
| Miss Latinoamérica 2017     | Venezuela - Lisandra Chirinos           |
| Virreina Latinoamérica 2017 | Honduras - Kerelyne Campigoti Wedster   |
| Princesa Latinoamérica      | Panamá -Stephany Guevara                |
| 1.ª. Finalista              | Argentina - Guadalupe Galetto           |
| 2.ª. Finalista              | República Dominicana - Elianny Capellán |
| 3.ª. Finalista              | Uruguay - Bianca Sánchez                |
| 4.ª. Finalista              | El Salvador - Nicole Ceballos           |

## Premios Especiales
| Premio                       | Candidata                               |
| Mejor Sonrisa                | México - Giss Alonso                    |
| Mejor Rostro                 | Uruguay - Bianca Sánchez                |
| Mejor Piel                   | Honduras - Kerelyne Webster             |
| Mejor Pasarela               | Venezuela - Lisandra Chirinos           |
| Mejor Cabellera              | Belice - Vanessa Barrio                 |
| Miss Elegancia               | Panamá- Stephany Guevara                |
| Mejor Silueta                | República Dominicana - Elianny Capellon |
| Mejor Proyección             | Argentina - Guadalupe Galetto           |
| Mejor Traje Típico           | Panamá- Stephany Guevara                |
| Miss Fotogénica              | Uruguay - Bianca Sánchez                |
| Mejor Responsabilidad Social | México - Giss Alonso                    |
| Miss Amistad                 | Colombia - Laura González               |

Ganadora y Finalista del Mejor Traje Típico:
| Premio        | Candidata                          |
| Ganadora      | Panamá- Stephany Guevara           |
| Segundo Lugar | Ecuador - Joselyn Armijo           |
| Tercer Lugar  | Bolivia - Giovana Salazar Quintana |

## Candidatas Oficiales
17 candidatas fueron confirmadas a competir por la corona del Miss Latinoamérica 2017.
| País                 | Candidata                    |
| Argentina            | Guadalupe Galetto            |
| Belice               | Vanessa Barrio Ramírez       |
| Bolivia              | Giovana Salazar Quintana     |
| Costa Rica           | María Fernanda Zúñiga Rivera |
| Cuba                 | Yudy Andre                   |
| Ecuador              | Joselyn Armijo               |
| El Salvador          | Leda Vanessa Rodríguez       |
| Guatemala            | Hazell Montenegro            |
| Honduras             | Kerelyne Campigoti Webster   |
| México               | Giss Alonso                  |
| Nicaragua            | Dayana Chacón Campos         |
| Panamá               | Stephany Michelle Guevara    |
| Perú                 | Wendy Moran Galindo          |
| República Dominicana | Elianny Capellán             |
| Uruguay              | Bianca Sánchez               |
| USA Latina           | Astrid Carolina Abraham      |
| Venezuela            | Lisandra Chirinos Guillén    |

## Algunos Datos

### Candidatas Retiradas
- Colombia - Diana Arévalo se retiró de competencia pese a haber estado en varias de las actividades preliminares del concurso. Sufrió de colapso psicológico.

Retiros:
- Aruba
- Curazao
- Paraguay
- Puerto Rico

Regresos:
- México